# Smidtia yichunensis
Smidtia yichunensis är en tvåvingeart som beskrevs av Chao och Liang 2003. Smidtia yichunensis ingår i släktet Smidtia och familjen parasitflugor. Inga underarter finns listade i Catalogue of Life.